# Hamasaki Yoshimi
Yoshimi Hamasaki (sinh ngày 16 tháng 5 năm 1974) là một cầu thủ bóng đá người Nhật Bản.

## Sự nghiệp câu lạc bộ
Yoshimi Hamasaki đã từng chơi cho Nagoya Grampus Eight.